# ميخائيل بوريدغ
ميخائيل بوريدغ (بالإنجليزية: Michael Burrage)‏ هو محامي وقاضي أمريكي، ولد في 1950 في ديورانت في الولايات المتحدة.

## وصلات خارجية
- الموقع الرسمي